# Маккавеев, Николай Иванович
Николай Иванович Маккавеев (7 декабря 1908, с. Бортное, Орловская губерния — 30 июня 1983, Москва) — русский советский геоморфолог и гидролог, основоположник отечественной речной гидротехники. Доктор географических наук, профессор. Организатор и научный руководитель Научно-исследовательской лаборатории эрозии почв и русловых процессов на Географическом факультете МГУ. Заслуженный деятель науки РСФСР. Лауреат Ломоносовской премии МГУ и премии имени Д. Н. Анучина. Участник Великой Отечественной войны.

## Биография
Родился в селе Бортное Орловской губернии (позже — Моховской район Орловской области), в семье священнослужителей. Учился в церковно-приходской школе в Бортном, в 1925 году окончил среднюю школу в г. Орле.
В 1925—1930 учился на географическом факультете Ленинградского государственного университета по специальности географ-почвовед.
За годы учёбы в университете ведущее влияние на Николая Маккавеева оказали академик А. Е. Ферсман — декан географического факультета ЛГУ, и будущий академик К. К. Марков (тогда преподаватель ЛГУ), профессор И. Н. Гладцин (1888—1941), а также лекции по политэкономии Н. И. Бухарина.
По окончании ЛГУ в 1930—1932 работал в г. Кзыл-Орде (Казакская АССР) в Почвенном институте Казнаркомзема, проводил исследования для Комитета по оседанию кочующего населения Казахстана (на побережье Каспия, в пустыне Муюн-Куим и др.).
С мая 1932 года — научный сотрудник Ленинградского отделения Научно-исследовательского института удобрений и агропочвоведения. С мая 1935 года — в Центральном научно-исследовательском институте водного транспорта (Ленинград): геолог отдела изысканий и регулирования рек; инженер, старший научный сотрудник сектора пути. Одновременно с января 1939 — ассистент кафедры физической географии Ленинградского государственного педагогического института имени А. И. Герцена, где работал вместе с академиком Л. С. Бергом, оказавшим огромное влияние на развитие географического мировоззрения молодого учёного.
В самом начале Великой Отечественной войны уходит добровольцем на фронт; по окончании курсов младших лейтенантов при 2-м отдельном запасном понтонно-мостовом батальоне был командиром отделения, затем командиром взвода на Ленинградском фронте. 18 октября 1941 г., получил однодневный отпуск для защиты кандидатской диссертации «Механизм формирования русел равнинных рек СССР» на заседании учёного совета ЛГПИ им. А.И. Герцена. В связи с бомбардировками защита неоднократно прерывалась, следствием чего явилось опоздание с возвращением в часть и кратковременный арест. В ноябре 5-й отдельный батальон был направлен для обеспечения переправы на Невскую Дубровку, где шли наиболее ожесточенные бои. В марте 1942 г. во время боёв был тяжело ранен и контужен, госпитализирован в Ленинград. В июне госпиталь был эвакуирован в Красноярск. В ноябре 1942 г. получил 1 группу инвалидности и демобилизован.
До 1944 года работал поливальщиком на ирригационных системах в Казахстане. В 1944 начал работать в Московском филиале Центрального НИИ речного флота; после его реорганизации — в ЦНИИЭВТе (Центральном научно-исследовательском институте экономики и эксплуатации водного транспорта), где возглавил отдел пути.
В конце 1940-х годов — докторант Института географии АН СССР; в декабре 1953 года защитил докторскую диссертацию на тему «Эрозионно-аккумулятивный процесс и рельеф русла реки».
В том же 1953 году, после защиты докторской диссертации и не прерывая работы в ЦНИИЭВТе, перешёл на географический факультет МГУ, где около 30-ти лет, до конца жизни был профессором кафедры геоморфологии. В этом же году создал в МГУ лабораторию экспериментальной геоморфологии, организовывал экспедиции по изучению русловых процессов (с 1957 года), эрозии почв (с 1968 года) в разных регионах страны. В 1969 году основал при МГУ Проблемную лабораторию эрозии почв и русловых процессов (с 1985 года — лаборатория эрозии почв и русловых процессов).

## Научная и общественная деятельность
- член редколлегии журнала «Геоморфология» (АН СССР),
- редактор сборников «Экспериментальная геоморфология»,
- член научно-координационных советов в ГКНТ СССР, ВАСХНИЛ, АН СССР,
- член ученых советов МГУ, географического факультета МГУ, ЦНИИЭВТа,
- член научно-технического совета по водным путям Министерства речного флота (в 1962—1964 — председатель совета),
- председатель экспертной комиссии ВАК по водному транспорту,
- председатель или член оргкомитетов многих Всесоюзных научных конференций.

## Научный вклад
- В 1954 создал на географическом факультете МГУ лабораторию экспериментальной геоморфологии, первую в стране (ликвидирована в 1990);
- В 1969 создал на геофаке МГУ научно-исследовательскую (проблемную) лабораторию эрозии почв и русловых процессов, которая в настоящее время носит имя Н. И. Маккавеева.
- В МГУ организовал экспедиции по исследованию русловых процессов (с 1957), эрозии почв (с 1968) в разных регионах страны.
- Подготовил 35 кандидатов наук, среди его учеников — 12 докторов наук.
- Создал научную школу в географии, которая получила название «Эрозия почв на водосборах и русловые процессы».
- В Московском университете читал курс «Сток и русловые процессы», предложил новую программу и по ней читал курс «Общая геоморфология» для студентов гидрометеорологических специальностей. Читал курсы «Гидравлика с основами гидромеханики», «Водно-технические изыскания», «Русловые процессы», «Гидрография СССР» для студентов-гидрологов, создал новый курс «Математические методы в геоморфологии».

## Награды и премии
- Орден «Знак Почёта» (1951), многие медали.
- Лауреат Ломоносовской премии МГУ (1957, за монографию «Русло реки и эрозия в её бассейне»).
- Заслуженный деятель науки РСФСР (1974).
- Почётная грамота Географического общества СССР (1978).
- Лауреат премии имени Д. Н. Анучина МГУ (1988, посмертно, за учебник «Русловые процессы»).

## Память
- Научно-исследовательской лаборатории эрозии почв и русловых процессов присвоено имя её организатора Н. И. Маккавеева.
- Название «Профессор Н. И. Маккавеев» носит научно-исследовательский теплоход Географического факультета (р. Лена) и служебный теплоход Янского района водных путей (р. Яна).

## Основные научные труды
- Русловой режим рек и трассирование прорезей. М., 1949.
- Маккавеев Н. И. Русло реки и эрозия в её бассейне. — М.: Изд-во АН СССР, 1955. — 346 с.
- Маккавеев Н. И. Экспериментальная гидрология. — М.: Изд-во МГУ, 1961. — 195 с.
- Русловые процессы. 1986 (соавтор).
- Эрозионно-аккумулятивные процессы и рельеф русла реки (избранные труды). М., 1998.